# Oligomerizzazione
Un'oligomerizzazione è una reazione chimica che genera un oligomero (cioè una molecola costituita da un numero modesto di unità ripetitive, ovvero avente un ridotto grado di polimerizzazione) a partire da uno o più monomeri.
Il numero del grado di polimerizzazione che definisce il limite tra un oligomero e un polimero è causa di dibattito, comunque è in genere accettato un valore tra 10 e 100.

## Esempi
- Sintesi dell'1,3,5-triossano:

- Trimerizzazione dell'acetilene: